# The Life of the World to Come
The Life of the World to Come — двенадцатый студийный альбом американской инди-рок группы The Mountain Goats из Клермонта (Калифорния). Он был выпущен 6 октября 2009 года на лейбле 4AD.
Продолжая исследовать религиозные темы, The Life of the World to Come состоит из двенадцати треков, каждый из которых вдохновлен (и назван в честь) одним стихом из еврейского Танаха и христианского Нового Завета. Название альбома происходит от строки Никейского Символа веры.

## История
The Life of the World to Come это очередной альбом фронтмэна группы и единственного её постоянного участника Джона Дарниэля (16-й в сумме и шестой для лейбла 4AD). Каждый его трек назван в честь стиха из Библии. Это продуманный трактат о пользе и значении веры в нашей жизни, где Дарниэль использует библейские стихи для создания повествовательной структуры песни. Дарниэль размышляет о необходимости верить и сохранять веру во что-то, в то время как давление, ужасы и странности жизни в XXI веке проносятся мимо со скоростью клавиатуры.

## Отзывы
| Совокупная оценка | Совокупная оценка |
| Источник          | Оценка            |
| ----------------- | ----------------- |
| Metacritic        | 78/100            |
| Оценки критиков   |                   |
| Источник          | Оценка            |
| AllMusic          | [ 3 ]             |
| Robert Christgau  | (A-)              |
| Drowned In Sound  | (8/10)            |
| Pitchfork Media   | (8.4/10)          |
| PopMatters        | [ 8 ]             |
| Slant Magazine    | [ 9 ]             |

The Life of the World to Come получил положительные отзывы от музыкальных критиков, набрав 78/100 баллов на Metacritic. Критик AllMusic Стив Леггетт оценил альбом на 3,5 из 5 и отметил, что «В этом альбоме присутствует мрачное и глубоко медитативное настроение, а в аранжировках больше фортепиано, чем гитары (и много скрипичных партий от Оуэна Паллетта). Джон Дарниэль по-прежнему пишет тонкие виньетки, в которых удаётся пересечь жизнь, как мы её проживаем, с жизнью, как мы хотели бы её прожить, и поэтому у него больше общего с автором коротких рассказов, чем с типичным певцом/песенником. Это не религиозный альбом в обычном понимании этого слова — Дарниэль, конечно, не проповедует здесь и не пытается указать кому-либо на небеса или любое другое место — но он глубоко духовный, и если это более приглушённый роман, чем последние несколько альбомов, он не выделяется на их фоне».
Pitchfork Media назвал его 45-м Лучшим альбомом года, добавив, что альбом является «произведением глубокого, проникновенного сопереживания — того, чему должна была научить нас Библия в первую очередь»
По данным Nielsen SoundScan, на октябрь 2009 года альбом был продан тиражом 14 000 копий в США.

## Список композиций
| №                   | Название                                        | Длительность |
| ------------------- | ----------------------------------------------- | ------------ |
| 1.                  | «1 Samuel 15:23»                                | 4:07         |
| 2.                  | «Psalms 40:2»                                   | 3:13         |
| 3.                  | «Genesis 3:23»                                  | 3:10         |
| 4.                  | «Philippians 3:20-21»                           | 3:03         |
| 5.                  | «Hebrews 11:40»                                 | 2:48         |
| 6.                  | «Genesis 30:3»                                  | 3:24         |
| 7.                  | «Romans 10:9»                                   | 2:42         |
| 8.                  | «1 John 4:16»                                   | 3:09         |
| 9.                  | «Matthew 25:21»                                 | 5:47         |
| 10.                 | «Deuteronomy 2:10»                              | 3:21         |
| 11.                 | «Isaiah 45:23»                                  | 3:38         |
| 12.                 | «Ezekiel 7 and the Permanent Efficacy of Grace» | 4:46         |
| Общая длительность: | Общая длительность:                             | 43:08        |

| №   | Название      | Длительность |
| --- | ------------- | ------------ |
| 13. | «Enoch 18:14» |              |

| №   | Название        | Длительность |
| --- | --------------- | ------------ |
| 13. | «Proverbs 6:27» |              |